# Jaciążek
Jaciążek – wieś sołecka w Polsce położona w województwie mazowieckim, w powiecie makowskim, w gminie Płoniawy-Bramura.
| SIMC    | Nazwa            | Rodzaj    |
| ------- | ---------------- | --------- |
| 1055470 | Jaciążek-Kolonia | część wsi |

W latach 1975–1998 miejscowość administracyjnie należała do województwa ostrołęckiego.
W miejscowości znajduje się kościół, który jest siedzibą parafii św. Stanisława Kostki, prowadzony przez Salezjanów. W strukturze Kościoła rzymskokatolickiego parafia należy do metropolii białostockiej, diecezji łomżyńskiej, dekanatu Krasnosielc.